# Małgorzata Łukasiewicz
Małgorzata Łukasiewicz, pseud. Magdalena Górka (ur. 21 maja 1948 w Warszawie) – tłumaczka tekstów literackich i filozoficznych, eseistka, krytyczka literacka, wyróżniona licznymi nagrodami w kraju i za granicą, dwukrotnie nominowana do Nagrody Literackiej „Nike”.

## Życiorys
Studiowała w Wyższym Studium Języków Obcych (1966-1970, dyplom z zakresu języka niemieckiego i francuskiego) oraz na Wydziale Nauk Społecznych (1979) Uniwersytetu Warszawskiego. Przekłada literaturę piękną i filozoficzną z języka niemieckiego. Jako tłumaczka debiutowała w 1974 r. na łamach miesięcznika „Literatura na Świecie” przekładem Franza Fühmanna 22 dni czyli połowa życia. Od 1976 do 1989 działała w opozycji demokratycznej w PRL-u; w styczniu 1976 r. podpisała list protestacyjny do Komisji Nadzwyczajnej Sejmu PRL przeciwko zmianom w Konstytucji Polskiej Rzeczypospolitej Ludowej; w 1981 r. była redaktorką „Tygodnika Solidarność” i członkinią Komitetu Wydawniczego Regionu Mazowsze NSZZ „Solidarność”. Po wprowadzeniu stanu wojennego w Polsce została internowana (do 1982). Po zwolnieniu należała do podziemnego Komitetu Kultury Niezależnej (do 1989), współpracowała z miesięcznikiem „Kultura Niezależna”. Od 1988 do 1995 była redaktorką w Spółdzielni Wydawniczej „Czytelnik”.
Członkini Towarzystwa im. Roberta Walsera (Robert-Walser-Gesellschaft), Polskiego PEN Clubu (od 1988) i Stowarzyszenia Pisarzy Polskich (od 1989 do sierpnia 2020).
Mieszka w Warszawie.

## Twórczość
- Robert Walser (monografia; Czytelnik 1990, ISBN 83-07-01576-6; seria: "Klasycy Literatury XX Wieku")
- Rubryka pod różą (szkice literackie; Znak 2007, ISBN 978-83-240-0808-7) – nominacja do Nagrody Literackiej Nike 2008[4]
- Jak być artystą. Na przykładzie Thomasa Manna (esej; Więź 2011, ISBN 978-83-62610-12-9) – nominacja do Nagrody Literackiej Nike 2012[5][6]
- Dziwna rzecz – pisanie (zbiór esejów; Znak 2012, ISBN 978-83-62610-33-4)
- Pięć razy o przekładzie (zbiór esejów; Karakter 2017, ISBN 978-83-65271-39-6)
- My, czytelnicy (zbiór esejów; Więź 2021, ISBN 978-83-66769-22-9)

## Przekłady
- Georg Simmel, Socjologia (1975)
- Hans-Georg Gadamer, Rozum-słowo-dzieje (1979)
- Jürgen Habermas, Teoria i praktyka (1979)
- Robert Walser, Rodzeństwo Tanner (1984)
- Jürgen Fuchs, Protokoły przesłuchań[7] 1985
- Heinrich Böll, Opiekuńcze oblężenie (1986)
- Hermann Hesse, Siddhartha (1988)
- Hermann Hesse, W słońcu dawnych dni (1988)
- Ferdinand Tönnies, Wspólnota i stowarzyszenie (1988)
- Richard Wagner, Walkiria (1988)
- Richard Wagner, Pierścień Nibelunga (1988-1989)
- Robert Walser, Jakub von Gunten (1988)
- Patrick Süskind, Pachnidło (1990; liczne wznowienia)
- Robert Walser, Przechadzka (1990)
- Theodor W. Adorno i Max Horkheimer, Dialektyka oświecenia (1995)
- W.G. Sebald, Czuję. Zawrót głowy (1998)
- Theodor W. Adorno, Minima Moralia (1999)
- Jürgen Habermas, Filozoficzny dyskurs nowoczesności
- Hermann Hesse, Tomasz Mann, Korespondencja
- W.G. Sebald, Wyjechali (2005)
- W.G. Sebald, Austerlitz (2007)
- Fryderyk Nietzsche, Radosna wiedza (2008)
- W.G. Sebald, Pierścienie Saturna. Angielska pielgrzymka (2009)
- Ingeborg Bachmann / Paul Celan, Czas serca. Listy (2010)
- W.G. Sebald, Wojna powietrzna i literatura (2012)
- Ingeborg Bachmann, Dziennik wojenny (2015)
- Max Frisch, Szkice do trzeciego dziennika (2015)
- Christine Lavant, Zapiski z domu wariatów (2017)
- Joseph Roth, Proza podróżna (2018)
- T. Mann, Niemieccy słuchacze! Przemówienia radiowe z lat 1940-1945[8]
- Robert Walser, Zbój (2020)[9]

## Nagrody
- 1987 – nagroda Fundacji Polcul

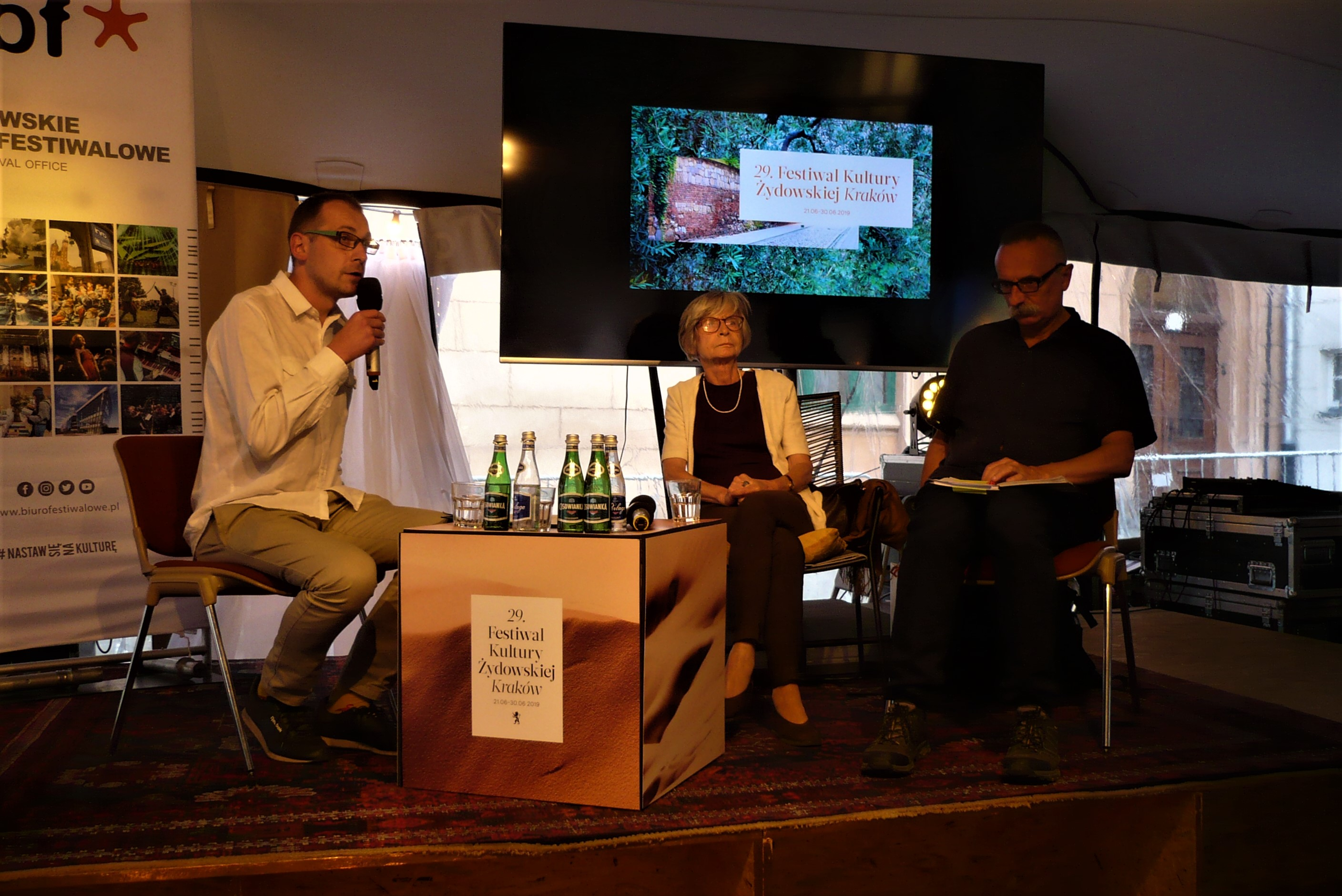
Małgorzata Łukasiewicz, 2019

- 1989 – nagroda Pro Helvetia (Szwajcaria)
- 1991 – nagroda Fundacji im. Roberta Boscha (Niemcy)
- 1993 – nagroda Polskiego PEN Clubu za twórczość przekładową.
- 2001 – nagroda czasopisma Literatura na Świecie za całokształt dorobku przekładowego
- 2008 – Nagroda im. Hermanna Hessego za przekład tomu Hermann Hesse – Tomasz Mann: Korespondencja
- 2009 – Nagroda Polsko-Niemiecka dla tłumaczy literatury
- 2018 – Nagroda Marszałka Województwa Małopolskiego i Prezydenta Miasta Krakowa im. Kazimierza Wyki[11]
- 2019 – Nagroda Prezydenta Miasta Gdańska za Twórczość Translatorską im. Tadeusza Boya-Żeleńskiego za całokształt twórczości[12][13]
- 2024 – Doroczna Nagroda Ministra Kultury i Dziedzictwa Narodowego[14]